# スコットランド・ゲール語
スコットランド・ゲール語（スコットランド・ゲールご、英: Scottish Gaelic）は、スコットランドで話されるインド・ヨーロッパ語族のケルト系言語である。ゲール語では Gàidhlig と綴り、[ˈkaːlikʲ] ( 音声ファイル)と発音する。

## 概要
スコットランドにおけるゲール語の使用は5世紀のスコット族の入植に始まるとされるが、それよりも前からスコットランドに住んでいたケルト系のピクト人もゲール系言語を話していた可能性を指摘されている。そのスコット族はアイルランドから入植したので、アイルランドとスコットランドのそれぞれのゲール語は同じ起源を持つと考えてよい。
ゲール語は18世紀中盤にキルトやバグパイプとともに禁止され、使用が再び許された後も学校における英語教育の徹底が図られた結果、その使用は徐々に衰退したが、現在もスコットランド西海岸ならびにヘブリディーズ諸島などで話されている。
スコットランドのゲール語にはかつて数多くの方言が存在したが、話者の減少に伴いその多くは消滅し、そうしたものは文章や録音でしか確認できなくなっている。その一方で、各種メディアや学校教育で汎用される一般的ゲール語の普及により徐々に地域差は小さくなっており、昔ながらの単語や表現が失われ、英語の単語をそのまま混用したり、英語風の表現の導入も進んできている。
現在、ゲール語を推進する団体が幾つもあり、BBC（英国放送協会）でもゲール語専門局 (Radio nan Gaidheal) ならびに同テレビ局の放送時間の一部を充てて多数のゲール語番組を放送しているほか、スコットランド議会が2005年からゲール語を公文書に使用することになった。また、地域により学校の授業にゲール語を取り入れている学校も数多くあり、スカイ島のゲール語大学スール・モール・オステイク (Sabhal Mòr Ostaig) では全授業をゲール語で行っている。
2020年7月2日、イギリスの研究グループは今後10年以内に言語が消滅する可能性があると発表した。原因は1980年代から続く話者の急減と話者の高齢化・孤立化だという。

## 文字と文法
言語としてはアイルランドのゲール語（アイルランド語）に酷似するが、文字、文法、用法、単語のいずれも違いがある。表記にはラテン・アルファベットを用い、A, À, B, C, D, E, È, F, G, H, I, Ì, L, M, N, O, Ò, P, R, S, T, U, Ù とその小文字が使われる。名詞には性（男性名詞と女性名詞）があり、不定冠詞はない。形容詞は比較級と最上級があり、名詞を修飾する場合は一般に名詞の後ろに置く。数は20進法、名詞は主格、所有格、呼格、与格を取り、単数形と複数形があるが、複数形は3以上（5以上の場合もある）に用いられる。文章の基本構造はVSO型あるいはVSC型を取るが、主語のないVO型、動詞のないSO型も文型として存在し、汎用されている。簡単な敬語表現をもつ。

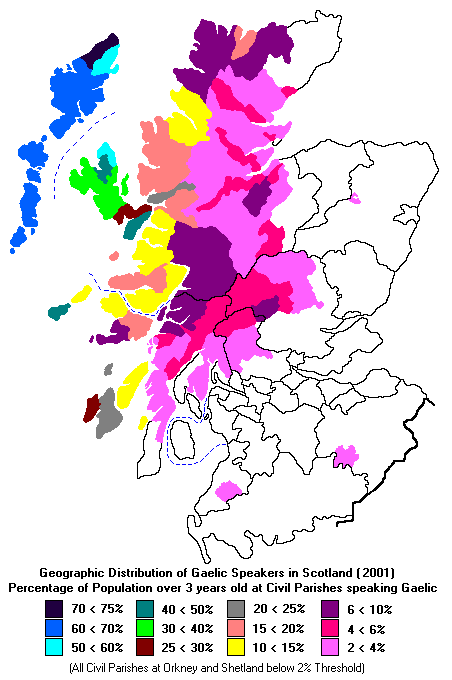
2001年におけるスコットランドのスコットランド・ゲール語話者分布

2011年におけるスコットランドのスコットランド・ゲール語話者分布

詳細はスコットランド・ゲール語の文法を参照。